# Sandor Gaastra

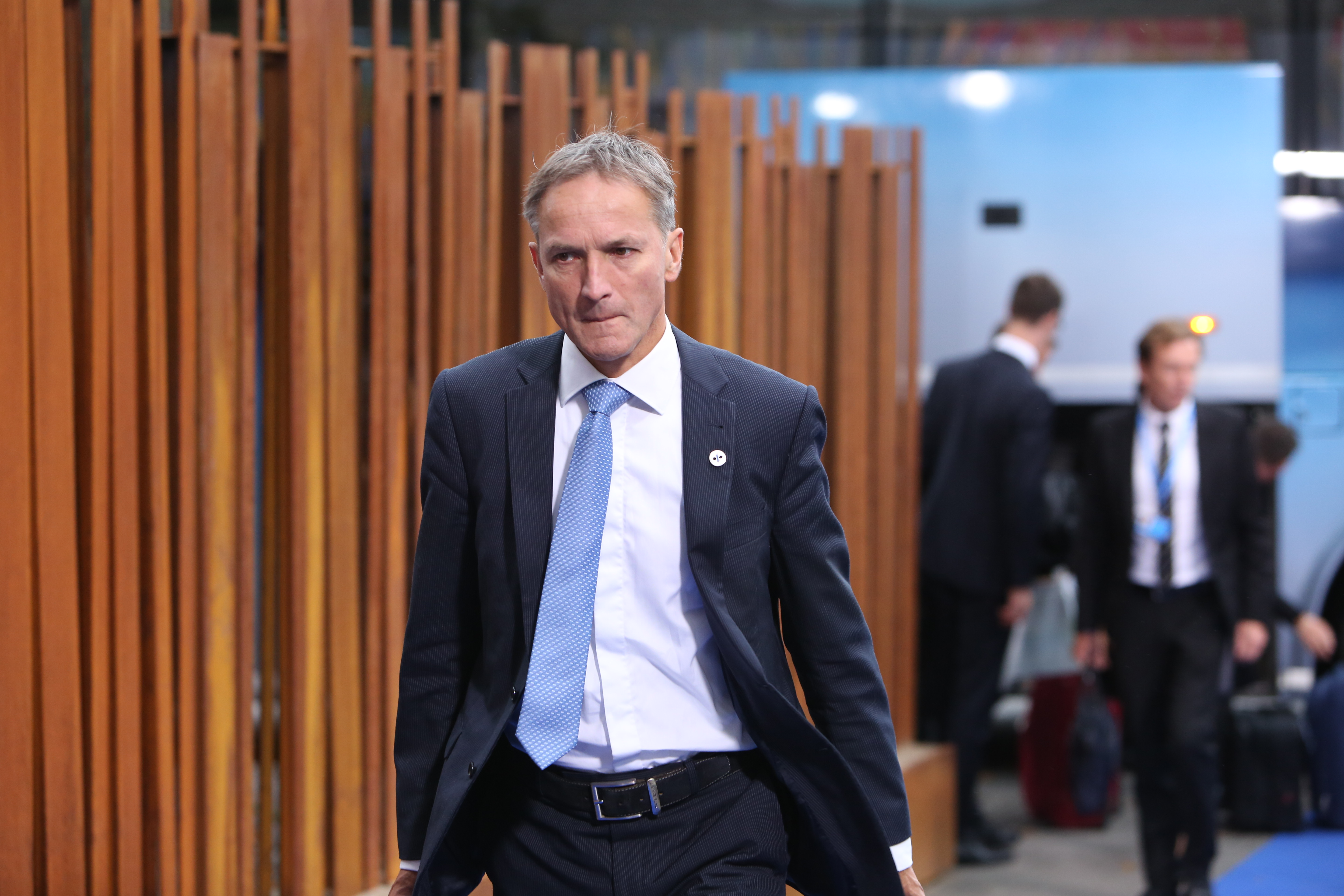
Sandor Gaastra in 2017

Sandor Gaastra (1962) is een Nederlandse jurist en topambtenaar. Hij is sinds 1 maart 2023 secretaris-generaal van het ministerie van Economische Zaken en Klimaat.

## Ambtelijke loopbaan
Gaastra studeerde Nederlands recht aan de Universiteit Utrecht. Later behaalde hij een Master of Public Administration. Zijn ambtelijke carrière ving hij aan bij het Ministerie van Binnenlandse Zaken en Koninkrijksrelaties, waarna hij werkte aan het Ministerie van Veiligheid en Justitie. Aan beide ministeries hield hij zich bezig met politiezaken. In 2013 volgde hij Dick Schoof op als directeur-generaal politie.
In 2016 stapte Gaastra over naar het Ministerie van Economische Zaken en Klimaat. Daar werd hij directeur-generaal energie, telecom en mededinging, gevolgd door de benoeming in 2019 als directeur-generaal klimaat en energie. Op 1 maart 2023 volgde Gaastra's benoeming tot secretaris-generaal van het Ministerie van Economische Zaken en Klimaat.

## Standpunten
In 2022 werd Gaastra in zijn functie als directeur-generaal klimaat en energie voor de Parlementaire enquête naar aardgaswinning Groningen. Daarbij verzette hij zich tegen de in zijn ogen overtrokken kritiek op de rol van oliemaatschappijen Shell en Exxon in de Groningse gaswinning. De grootste verantwoordelijkheid in het dossier lag bij de overheid, zo stelde Gaastra, die 90 procent van de aardgasbaten ontving.
Als secretaris-generaal riep Gaastra in 2024 op tot het "accepteren" van tekorten in de Nederlandse economie en pleitte hij voor het centraalstellen van "schaarstedenken". In economisch tijdschrift ESB sprak hij zich uit voor een Emissiehandel in stikstof.